# Pont de Ferro de Tordera
El Pont de Ferro és un pont a la Tordera al municipi de Tordera. Connecta el centre del poble amb la zona esportiva i el parc Prudenci Bertrana. És un dels símbols més emblemàtics del poble.
Es va construir per primera vegada el març del 1897. Era 183 metres de llarg, i recolzava en deu pilars d'acer, amb un sól de fusta, construït per la firma La Maquinista Terrestre y Marítima. Una riuada se’l va emportar 92 dies després de la inauguració, principalment per mor de la infinitat d’arbres que el riu arrossegava.
L'any següent es va reconstruir amb algunes modificacions i va ser inaugurat l'agost de 1898. Aquest pont, que durant anys va servir per unir el nucli de Tordera amb l'illa de la tordera i Can Nadal va caure definitivament el 5 d'abril de 1969, també a conseqüència d'una torderada (com anomenen els torderencs les grans riuades).
Des de llavors, el Pont de Ferro es manté a la memòria de molts torderencs i es van fer mantes accions per mantenir en viu el record del símbol torderenc, com ara la publicació de fotografies i quadres de diferents vistes del pont, la publicació d'uns llibres d'història local que en recullen la construcció i caiguda, la revista municipal de caràcter bimensual amb el nom d'El Pont de Ferro, i la recol·locació de l'últim pilar que quedava del pont al Parc de la Sardana, com a símbol històric del municipi.
Es va reconstruir per tercera vegada l'any 2007, amb nous mecanismes de seguretat. El nou Pont de Ferro es va inaugurar el dia del mercat del ram d'aquell any, juntament amb un poema escrit per  Elena Serra , el qual surt escrit en una construcció quadrada de pedra col·locada al darrere de l'església de Sant Esteve, al costat d'on comença el Pont de Ferro.
Aquesta última reconstrucció optà als premis Footbridge de l'any 2008.